# اولاد رحمون (الجزایر)
اولاد رحمون (الجزایر) (به عربی: أولاد رحمون) یک شهرداری در الجزایر است که در استان قسنطینه واقع شده‌است. اولاد رحمون ۲۰۹٫۹۵ کیلومتر مربع مساحت و ۲۶٬۱۳۲ نفر جمعیت دارد.